# Die unbekannte Zeugin
Die unbekannte Zeugin (Originaltitel: Your Witness) ist ein britisches Filmdrama von und mit Robert Montgomery aus dem Jahr 1950. Außerdem sind Leslie Banks, Felix Aylmer und Andrew Cruickshank zu sehen. 

## Handlung
Ein führender amerikanischer Anwalt reist nach London, um einen alten Freund aus dem Zweiten Weltkrieg zu verteidigen, der wegen Mordes angeklagt ist.

## Kritiken
In der New York Times schrieb Bosley Crowther: „Robert Montgomerys ‚Eye Witness‘, der am Samstag ins Little Carnegie kam, ist eine liebenswürdige Kombination aus britischem und amerikanischem Kinohandwerk, das für eine angenehme Abwechslung, wenn nicht sogar für eine außergewöhnliche Note sorgt.“
TV Guide bewertete den Film mit zwei von fünf Sternen und nannte ihn ein „Routine-Krimi-Melodram mit einem weiteren amerikanischen Helden, den das britische Publikum zu mögen scheint“.